# Zo'n lekkere strakke blonde meid op 'n racefiets
Zo'n lekkere strakke blonde meid op 'n racefiets is een single van Gerard Cox. Het is afkomstig van zijn album Aangenaam.
Cox heeft nu alles wel gezien en kijkt nergens meer van op, behalve bij zo’n lekkere strakke blonde meid op een racefiets. Een tikje provocerend/ondeugend in de trant van Een broekje in de branding. De B-kant die daar qua tekst en inhoud geheel tegenover staat Hoe lang nog, liefje? is door dezelfde combinatie geschreven. Het handelt over einde van liefde.